# Brugny-Vaudancourt
Brugny-Vaudancourt är en kommun i departementet Marne i regionen Grand Est (tidigare regionen Champagne-Ardenne) i nordöstra Frankrike. Kommunen ligger i kantonen Avize som tillhör arrondissementet Épernay. År 2022 hade Brugny-Vaudancourt 437 invånare.

## Befolkningsutveckling
Antalet invånare i kommunen Brugny-Vaudancourt
| Referens: INSEE |